# Airlines for Europe
Airlines for Europe (A4E) est la plus grande association de compagnies aériennes de l'Union Européenne, représentant 70% du trafic aérien européen.

## Histoire
A4E a été fondée en janvier 2016 par les cinq plus grands transporteurs européens : Air France-KLM Group, easyJet, International Airlines Group, Lufthansa Group et Ryanair Holdings et sert de voix unie des compagnies aériennes commerciales européennes à Bruxelles.
A4E compte actuellement 16 grands groupes de compagnies aériennes parmi ses membres. De nouveaux transporteurs, grands et petits, des compagnies à bas prix aux compagnies de location, en passant par les compagnies traditionnelles et les compagnies de fret, ont rejoint A4E. Outre les compagnies aériennes, des constructeurs mondiaux tels qu'Airbus, Boeing, Embraer, GE et Thales sont également membres d'A4E.

## Objectifs
L'objectif principal de cette association est d'aborder les questions politiques clés affectant les passagers et le fret tout en promouvant des solutions à long terme au profit du secteur de l'aviation en Europe, notamment :
- Amélioration de l'efficacité de l'espace aérien européen et la garantie d'un ciel unique européen (Single European Sky).
- Réviser la législation européenne sur les droits des passagers aériens.
- Améliorer les mesures de sécurité et de sûreté pour les compagnies aériennes et leurs passagers.
- S'attaquer au pouvoir de marché des aéroports et aux taxes et redevances aériennes excessives.
- S'orienter vers une économie à émission de carbone nulle ou faible et soutenir ainsi les efforts visant à atteindre les objectifs de l'Accord de Paris[3].

## Membres

### Compagnies aériennes membres
En septembre 2020, les groupes de compagnies aériennes suivants sont membres d'A4E:
| Groupe de compagnies aériennes | Compagnies aériennes participantes                                                                            |
| ------------------------------ | --- |
| Aegean Airlines                | Aegean Airlines B                                                                                             |
| AirBaltic                      | AirBaltic |
| Air France–KLM Group A         | Air France B KLM B Transavia B Martinair C Air France-KLM Cargo C                                             |
| Cargolux                       | Cargolux C |
| EasyJet Group A                | EasyJet UK EasyJet Europe EasyJet Switzerland                                                                 |
| Finnair                        | Finnair Finnair Cargo C                                                                                       |
| IAG A                          | British Airways B Aer Lingus Iberia B LEVEL Vueling IAG Cargo C                                               |
| Icelandair                     | Icelandair |
| Jet2.com                       | Jet2 |
| Lufthansa Group A              | Lufthansa B Austrian Airlines Brussels Airlines Eurowings B Swiss International Air Lines B Lufthansa Cargo C |
| Norwegian                      | Norwegian Air Shuttle Norwegian Air Sweden                                                                    |
| Ryanair Holdings A             | Ryanair Buzz Malta Air Lauda Ryanair UK                                                                       |
| Smartwings                     | CSA Czech Airlines Smartwings Hungary Smartwings Poland Smartwings Slovakia                                   |
| TAP Air Portugal               | TAP Air Portugal B                                                                                            |
| TUI Group                      | TUI fly Deutschland TUI fly Belgium TUI fly Netherlands TUI fly Nordic TUI Airways Corsair International      |
| Volotea                        | Volotea |

A Membres fondateurs 

B Y compris les filiales 

C Cargo fleet

### Membres constructeurs
Cinq constructeurs aéronautiques internationaux participent également à cette organisation.
- Airbus
- Boeing
- Embraer
- GE Aviation
- Thales

### Membres associés
- Erkelens Law
- One Sky Solutions
- Stenger Rechtsanwälte
- Oracle Solicitors

## Source
- (en) Cet article est partiellement ou en totalité issu de l’article de Wikipédia en anglais intitulé « Airlines for Europe » (voir la liste des auteurs).